# Areobindo (curador)
Areobindo (em latim: Areobindus) foi um oficial do século VI, ativo durante o reinado do imperador Justiniano (r. 527–565). Era de origem bárbara e atuou como um dos serventes da imperatriz Teodora (r. 527–548), que lhe fez mordomo, talvez como curador. Segundo Procópio de Cesareia, era jovem e belo e foi alvo dos desejos de Teodora, muito embora ela açoitou-o e ele desapareceu misteriosamente. Procópio sugeriu que ela ordenou sua execução.